# グループ報
グループ報（グループほう）とは、グループ会社内の広報を行うために制作された、冊子やWeb、映像(VTR)などの媒体のこと。主にグループ会社内の情報の共有を目的としており、親会社の広報担当部署が制作することが多い。
2003年3月期より、グループ会社も含めた連結主体の決算制度がスタートしたことにより、グループとしての戦略や経営方針の徹底などの必要性が高まってきており、最近は社員数の多い大企業を中心に、社内報とは別にグループ報を発行する企業が増えている。
また、親会社だけでなくグループ全体としての企業ブランドの構築やコンプライアンスの徹底の観点からも、グループ会社の一体感は必須なものとなっている。

## 社内報との棲み分け
グループ報は社内報と比べると読者層が多様化するため、専門知識がない人でも理解できるよう、記事内容が広く浅くなる傾向にある。また、社内報と比べると個別の社員をクローズアップした内容というよりは、業務紹介などが中心の記事内容になる傾向もある。
そのため社内報では「新入社員紹介」や第一線で活躍する社員の「人物紹介」などの「人物」に視点を当てた記事内容であったり、業務紹介の記事であってもグループ報に掲載するような広く浅いものではなく、更に掘り下げた内容にすることなどが求められる。
親会社の社内報の発行対象者を、グループ会社の社員へ拡大したことによって「グループ報」が創刊されたような場合には、親会社独自の社内報が廃止されてしまう場合もある。